# Quốc kỳ Na Uy
Quốc kỳ Na Uy (tiếng Na Uy: Norges flagg) là một lá cờ màu đỏ - có hình  chữ thập mờ màu trắng trải dài tới các cạnh của lá cờ; phần thẳng đứng của cây thập tự được chuyển sang bên hông theo phong cách của Dannebrog, quốc kỳ Đan Mạch.

## Lịch sử

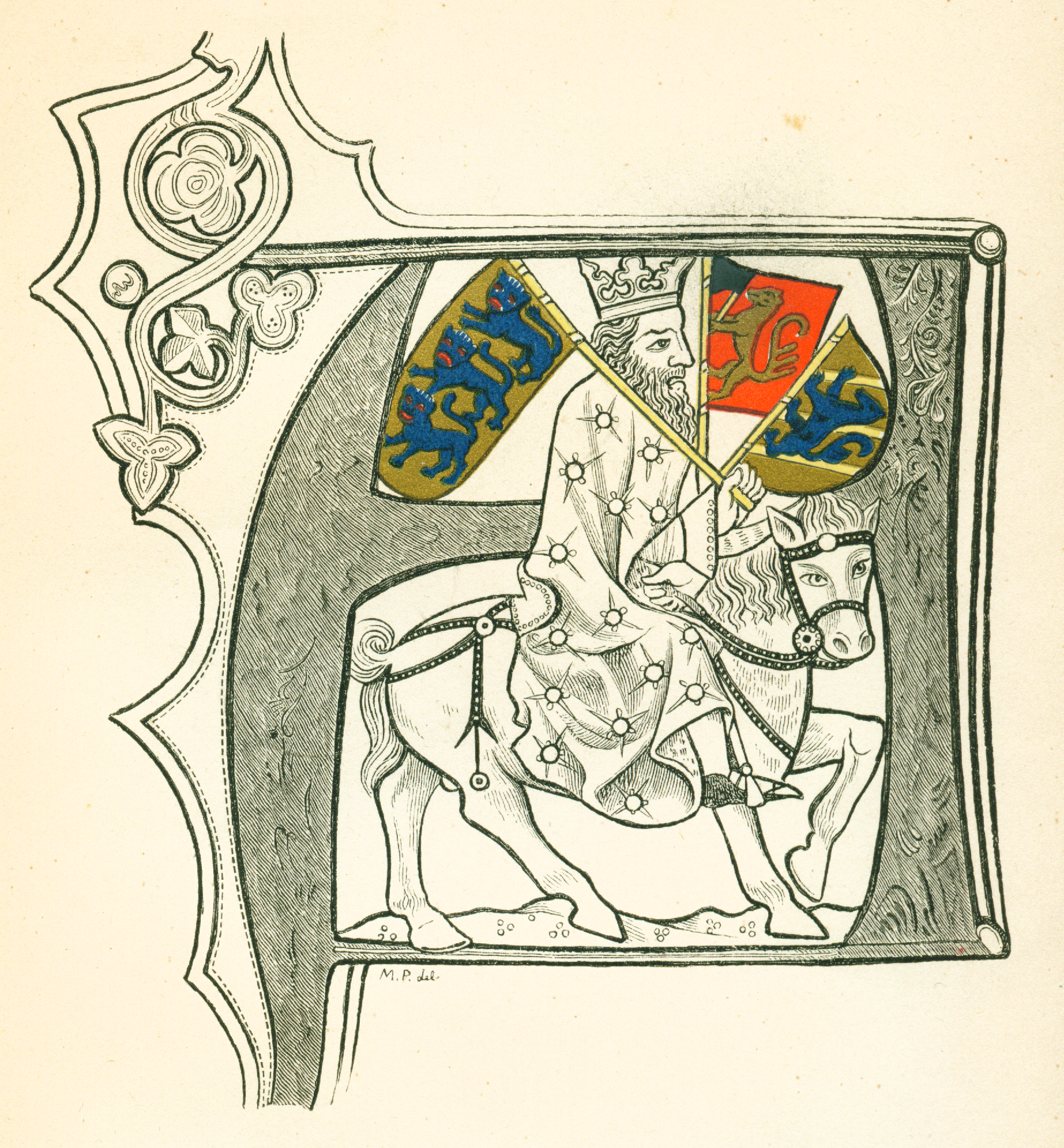
Miêu tả ban đầu từ khoảng năm 1370 của một vị vua Bắc Âu có cờ của Đan Mạch, Na Uy và Thụy Điển.

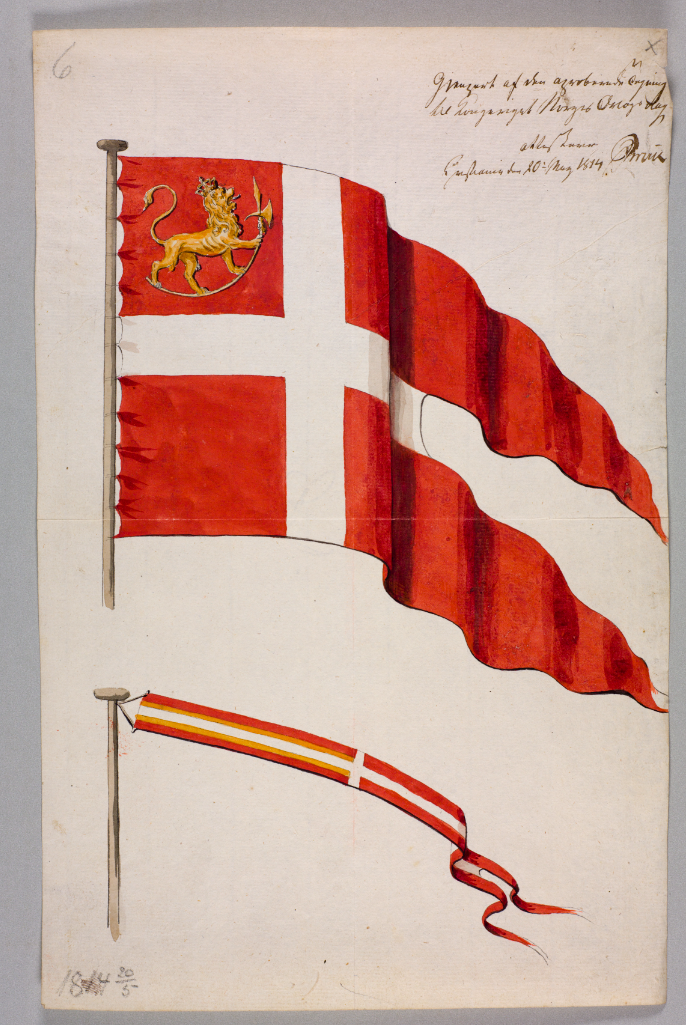
Cờ chiến tranh đầu tiên của Na Uy độc lập, được giới thiệu vào ngày 27 tháng 2 năm 1814, thay thế cho 7 tháng 3 năm 1815 bằng một lá cờ chiến tranh chung cho Thụy Điển và Na Uy.

Cờ quốc gia của Na Uy (1844-1899), với nhãn hiệu Na Uy và Thụy Điển, "salad cá trích"..

Rất khó để xác định lá cờ đầu tiên của Na Uy trông như thế nào. Trong thời cổ đại các quốc gia đã không treo cờ. Các vị vua và các nhà cai trị khác đã treo cờ, đặc biệt là trong trận đánh. Thánh Olav sử dụng một con rắn trong một dấu hiệu trắng tại Trận Nesjar. Trước đó, con quạ hoặc con rồng đã được sử dụng. Magnus the Good sử dụng cùng nhãn hiệu với Saint Olav. Harald Hardråde sử dụng biểu ngữ quạ. Cờ này đã được các nhà lãnh đạo Viking và các nhà lãnh đạo người Scandinavia khác chèo xuồng trong suốt thế kỷ 9, 10 và 11 sau CN. Inge đã sử dụng một chú sư tử đỏ trên vàng. Sverre dùng một con đại bàng vàng và đỏ. Cờ đầu tiên được biết đến có thể được mô tả như một lá cờ quốc gia của Na Uy là một trong những sử dụng ngày nay như là Tiêu chuẩn Hoàng gia. Eirik Magnusson đã sử dụng một lá cờ được miêu tả như một con sư tử vàng với rìu và vương miện trên màu đỏ từ năm 1280 và điều này thường xuyên là cờ của Na Uy và của Vua Na Uy.
Cờ được dựa trên huy hiệu và ban đầu chỉ là một lá cờ cho người cai trị Na Uy (như ngày nay). Sau đó cũng được sử dụng trên tàu và trên pháo đài cho đến khi nó dần dần được loại bỏ trong thế kỷ 17 và 18. Mô tả sớm nhất của nó là trên con dấu của nữ công tước Ingebjørg năm 1318. Khoảng năm 1500 nó đã trở thành tùy chỉnh cho tàu để bay cờ của nước nhà để xác định quốc tịch của họ. Một lá cờ đỏ với sư tử vàng và halberd bạc được miêu tả là lá cờ của Na Uy trong một cuốn sách cờ của Hà Lan từ năm 1669 đến năm 1670. [2] Ít nhất là vào cuối năm 1698, chiếc banner sư tử đã bay qua Pháo đài Akershus. "Sư tử Na Uy" được đặt trong màu sắc của tất cả các trung đoàn Na Uy vào năm 1641. Năm 1748, một đạo luật chỉ ra rằng Dannebrog nên là cờ thương gia hợp pháp duy nhất.
Từ khoảng thế kỷ 16 cho đến năm 1814, Na Uy sử dụng cùng một lá cờ với Đan Mạch, vì quốc gia này đã được hợp nhất với quốc gia đó. Năm 1814, Na Uy độc lập đã thông qua lá cờ Đan Mạch với sư tử Na Uy ở quảng trường hoặc hình vuông phía trên của cần cẩu. Cờ này được sử dụng làm cờ nhà nước và chiến tranh cho đến năm 1815 và cờ thương gia cho đến năm 1821. Sau đó năm 1814 Na Uy thống nhất với Thụy Điển, và ngày 7 tháng 3 năm 1815 một lá cờ chiến tranh chung cho cả hai bang được giới thiệu bởi lệnh hoàng gia trong hội đồng, Cờ với một chữ thập trắng trên nền đỏ ở quảng trường vuông. Cùng một thiết kế trong một lá cờ hình chữ nhật đã được giới thiệu như là một lá cờ thương mại thay thế vào năm 1818, để sử dụng ở các vùng biển xa xôi, tức là phía nam của Cape Finisterre ở Tây Ban Nha.
Cờ hiện tại của Na Uy được Fredrik Meltzer, một thành viên của quốc hội (Storting) thiết kế năm 1821. Nó đã được thông qua bởi cả hai phòng của Storting vào ngày 11 và 16 Tháng Năm. Tuy nhiên, nhà vua đã từ chối ký luật lệ về lá cờ, nhưng đã chấp thuận thiết kế cho việc sử dụng dân sự theo lệnh của hoàng gia trong hội đồng vào ngày 13 tháng 7 năm 1821. Hiến pháp năm 1814 nói rõ rằng lá cờ chiến tranh là một lá cờ công đoàn, do đó lá cờ chung Thụy Điển với một canton có nghĩa là Na Uy) được sử dụng bởi quân đội và hải quân của cả hai nước cho đến năm 1844.
Cho đến năm 1838, lá cờ của Na Uy chỉ được sử dụng ở vùng biển phía Bắc, tức là vùng biển phía bắc của Cape Finisterre, vì Na Uy không có hiệp ước với cướp biển Barbary ở Bắc Phi và phải bay cờ Thụy Điển hoặc Liên minh để bảo vệ. Năm 1844, một nhãn hiệu công đoàn kết hợp giữa màu sắc của Na Uy và Thụy Điển được đặt tại tời của lá cờ của cả hai nước. Huy hiệu đã đùa hay chế nhạo được gọi là Sildesalaten ("salad cá trích") vì sự lộn xộn của màu sắc và tương đồng với một món ăn phổ biến trên bàn ăn sáng của cả hai nước. Ban đầu, lá cờ công đoàn được phổ biến ở Na Uy, vì nó rõ ràng biểu thị tình trạng bình đẳng của hai bang thống nhất. Khi liên bang với Thu Sweden Điển trở nên ít phổ biến hơn, Quốc hội Na Uy bãi bỏ nhãn hiệu liên minh từ quốc gia (thương gia) và cờ nhà nước vào năm 1898. Mặc dù pháp luật đã không được chấp thuận bởi nhà vua, nó đã có hiệu lực kể từ khi nó đã được thông qua bởi ba Stortings liên tiếp. Cờ "tinh khiết" lần đầu tiên được bay vào năm 1899, nhưng nhãn hiệu liên minh phải được lưu giữ trong lá cờ chiến tranh. Sau khi giải thể đoàn kết, nó đã được gỡ bỏ khỏi cờ hải quân cũng vào ngày 9 tháng 6 năm 1905. Thụy Điển giữ nó trong tất cả các lá cờ cho đến ngày 1 tháng 11 năm 1905.

## Luật về cờ
Luật cờ Na Uy năm 1898  quy định rõ sự xuất hiện của thương gia và cờ nhà nước và việc sử dụng chúng bởi tàu buôn, hải quan và bưu điện. Các quy định của lá cờ năm 1927  mô tả thêm về việc sử dụng cờ nhà nước trên tài sản nhà nước và vào các ngày lễ quốc gia.
Các quy định về cờ cũng mô tả thời gian trong ngày khi lá cờ phải được kéo và thả xuống. Từ tháng 3 đến tháng 10, cờ phải được treo từ 08:00. Từ tháng 11 đến tháng 2, cần kéo từ 09:00. Cờ được hạ xuống vào lúc hoàng hôn, mặc dù không muộn hơn 21:00, ngay cả khi hoàng hôn muộn hơn. Tại các quận phía bắc của Nordland, Troms và Finnmark, lá cờ này bay từ 10.00 đến 15.00 từ tháng 11 đến tháng 2. Các quy tắc này không áp dụng cho việc sử dụng cờ riêng, nhưng thường được quan sát bởi tất cả các công dân.
Cũng có những quy tắc bằng văn bản cho việc xếp cờ thích hợp, vì không để nó chạm đất, và thêm vào luật bất thành văn quy định rằng không nên đeo trên thân dưới thắt lưng.

## Hình ảnh

Liên minh Kalmar
Đan Mạch-Na Uy
Thụy Điển-Na Uy
Thụy Điển-Na Uy